# NGC 6285
NGC 6285 (другие обозначения — MCG 10-24-81, ZWG 299.37, ARP 293, KAZ 111, PGC 59344) — галактика в созвездии Дракон.
Этот объект входит в число перечисленных в оригинальной редакции «Нового общего каталога».